# رانا مشهود أحمد خان
رانا مشهود أحمد خان (ولد في 26 أغسطس عام 1966). سياسي باكستاني ونائب رئيس جمعية البنجاب العامة الرابعة عشرة في باكستان.

## بداية حياته وتعليمه
ولد رنا مشهود في 26 أغسطس 1966 في لاهور. ينتمي إلى عائلة راجبوت المسلمة العريقة في التقاليد؛ وهي ذات تاريخ في القتال والتضحية لصالح البلاد. وكان جده «رنا بنجلاوالا» خان عضواً في الجمعية التشريعية في كابورثالا. وكان والده «رنا عبد الرحيم» ليس فقط محام كبير ومحترم جدا ولكن كان أيضا عامل فعال من أجل استعادة الديمقراطية خلال الديكتاتورية.وهو بمثابة نقابة المحامين المحكمة العليا في لاهور والأمين العام، ونائب رئيس مجلس نقابة المحامين في البنجاب وعضو مجلس نقابة المحامين في باكستان.
تخرج رنا مشهود أحمد خان من المدرسة الثانوية النموذجية الهلال. انتقل إلى كلية مولتان الحكومة للقيام FSC ، وبعد ذلك تخرج من كلية لاهور FC.وحصل على شهادة LL في كلية القانون في البنجاب 1991from. وقد بدأ مسيرته مع السيد شهيد حميد (محام). رنا مشود هو أحد المحامين الممارسين بمثابة «سكرتير نقابة المحامين في المحكمة العليا لاهور» في عام 2001 ويشرفه أن انتخابه كأمين أصغر في التاريخ شريط. وأيضا عضو «نقابة المحامين الدولية». أنه يشغل حاليا بلده الدائرة في 2/5 كوت فريد الطريق، لاهور. والده هو أيضا محام بارز وكان سكرتير نقابة المحامين في المحكمة العليا لاهور ولاهور في سنة 1967، ونائب رئيس مجلس نقابة محامي البنجاب في عام 1978 وعضو «مجلس نقابة المحامين في باكستان» في عام 1982. والمختصة في قانون الشركات والمصارف. الدائرة وقال: «خان & جينا» متخصصة في الخدمات المصرفية والمالية، الشركات وقوانين الملكية الفكرية مع تركيز على الدعاوى المدنية والشركات. اليوم، لديه خبرة 15 عاماً في نقابة المحامين. ولسوء الحظ، قد انتقل والده في عام 2007. ولدى اخية رانا مشود رانا أسد الله خان أيضا سمعة مشهورة بين المحامين وكان «الأمين المحكمة العليا في لاهور» في عام 2008 وقد شارك في «معركة» المعروفة بالإفراج عن القضاة الذي كان قد سجن جنبا إلى جنب مع عدة محامين آخرين الذين قد يصبحون ناشطين لرسالتهم إلى أن تلقي أي «استعادة السلطة القضائية». ولدى رنا مشهود أخ اخر وأختين
قد شغل أيضا منصب رئيس لجنة المعونة القانونية (1993)، واللجنة القانونية الرئيسة ARD والرئيس المحامي منتدى ولاية البنجاب. وبقي نائب الرئيس (البنجاب) لباكستان المسلمة الجامعة (ن) من عام 2000 إلى 2008. للمرة الأولى في عام 2002، فاز في الانتخابات كعضو في «مجلس مقاطعة» البنجاب من الدوائر الانتخابية 149 PML(N). ترشح أيضا لمكتب الجمعية، ورئيس مقاطعة البنجاب ومنطقة ناظم، لاهور كمرشح«المعارضة المشتركة».
وفي عام انتخابات 2008، فاز انتخاب «عضو مجلس مقاطعة» البنجاب كمرشح PML(N) من المجموعة نفسها لفترة ثانية على التوالي. انتخب كنائب رئيس «مجلس مقاطعة» البنجاب دون معارضة يوم 11 أبريل 2008 ويعمل حاليا ك. على مر السنين، وقد خدم النظام القضائي وعلى الساحة السياسية أيضا.